# بشار النجار
بشار النجار (انگلیسی: Bashar Al-Najjar; ۱ نوامبر ۱۹۹۱) کاراته‌کا اهل اردن است.